# Ben Edwin Perry
Ben Edwin Perry (* 21. Februar 1892 in Fayette, Ohio; † 1. November 1968 in Urbana, Illinois) war ein US-amerikanischer Klassischer Philologe, der von 1924 bis 1960 an der University of Illinois at Urbana-Champaign wirkte.

## Leben
Ben Edwin Perry, der Sohn eines Werkzeughändlers, studierte Klassische Philologie an der University of Michigan, wo er 1915 den Bachelor-Grad und 1916 den Master-Grad erlangte. Anschließend ging er zwecks Promotion an die Princeton University, wo er 1919 den Ph. D. erhielt.
Nach dem Studium arbeitete Perry zunächst als Lateinlehrer an der Undergraduate School in Urbana, Ohio (bis 1920), am Dartmouth College (bis 1922) und an der Western Reserve University. 1924 ging er als Assistant Professor of Classics an die Universität of Illinois, wo er bis an sein Lebensende in Lehre und Forschung aktiv war (später als Full Professor). Sein Kollege war der etwas ältere William Abbott Oldfather (1880–1945). 1960 trat Perry in den Ruhestand. Als Gastprofessor lehrte er 1967 an der University of Michigan.
Perrys Forschungsarbeit konzentrierte sich auf die antike Fabel und den antiken Roman, ein zu jener Zeit ungewöhnliches Arbeitsfeld. Anders als Erwin Rohde, der im 19. Jahrhundert die systematische Erforschung des antiken Romans eingeleitet hatte, betonte Perry die individuellen poetischen Leistungen und Erfindungen der Romanautoren gegenüber der allgemeinen Entwicklung der Gattung. In der antiken Fabel untersuchte er besonders die zahlreichen überlieferten Fassungen in ihrer diachronen Entwicklung und führte sie auf Urtypen zurück. Dabei entstand der Perry-Index der Äsopischen Fabeln, der seitdem als Grundlagenwerk der Literatur- und Altertumswissenschaft zitiert wird.
Für seine wissenschaftliche Arbeit erhielt Perry zeitlebens reiche Anerkennung. Er gehörte zum Advisory Council der American Academy in Rome, war zweimal Guggenheim Fellow (1930–1931, 1954–1955) und 1951 Sather Professor. 1955 erhielt er den Goodwin Award.